# Coupe d'Afrique des nations de football 2006
Navigation
Tunisie 2004 Ghana 2008
La coupe d'Afrique des nations de football 2006 s'est déroulée en Égypte du 20 janvier au 10 février 2006. À domicile, l'Égypte remporte le titre pour la cinquième fois de son histoire, grâce à une séance de tirs au but victorieuse en finale contre la Côte d'Ivoire.

## Qualifications
Les qualifications à la CAN 2006 se sont déroulées en même temps que les qualifications pour la Coupe du monde 2006. Pour la première fois le tenant du titre n’est plus qualifié d’office.

### Résultats
Consulter les résultats des éliminatoires de la Coupe d'Afrique des nations 2006.

### Nations qualifiées

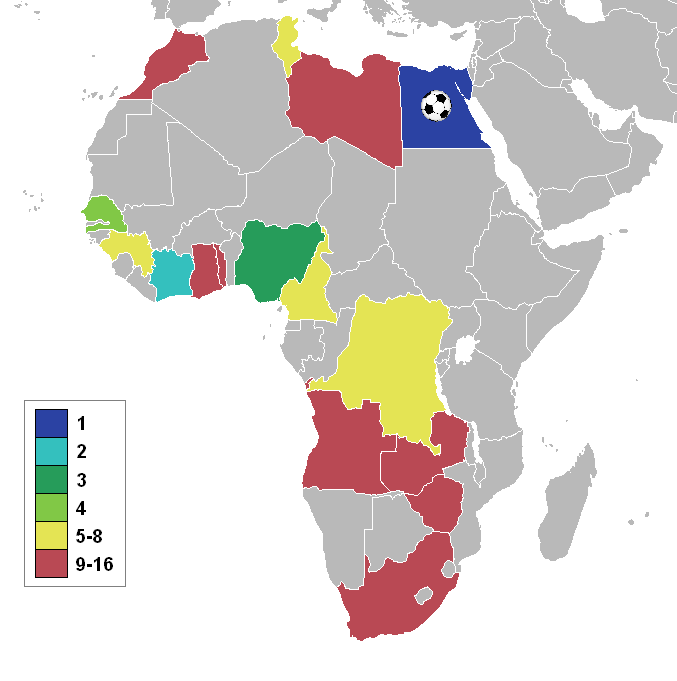

Classées par leur nombre de participations à la CAN.
- Égypte (20e participation à la CAN)
- Côte d'Ivoire (16e participation)
- Ghana (15e participation)
- RD Congo (15e participation)
- Cameroun (14e participation)
- Nigeria (14e participation)
- Maroc (12e participation)
- Tunisie (12e participation)
- Zambie (12e participation)
- Sénégal (10e participation)
- Togo (6e participation)
- Guinée (8e participation)
- Afrique du Sud (6e participation)
- Angola (3e participation)
- Libye (2e participation)
- Zimbabwe (2e participation)

## Tournoi final

### Groupes
Le tirage au sort de la CAN 2006 a eu lieu le 20 octobre 2005 au Caire.
L'Égypte, organisateur et tête de série était reversé directement dans le Groupe A. La Tunisie, tenant du titre et tête de série était reversé directement dans le Groupe C. Les autres têtes de série étaient le Cameroun et le Nigéria.
Le classement des têtes de séries a été fait selon les dernières performances des pays en CAN 2000, 2002 et 2004 :
- Le vainqueur se voit attribuer 7 points, le finaliste 5 points, les demi-finalistes 3 points chacun, les quarts de finaliste 2 points et les éliminés du premier tour 1 point.
- Un coefficient est attribué aux deux dernières éditions: x3 pour l'édition la plus récente (2004), x2 pour celle d'avant (2002).
- Le total obtenu par chaque équipe détermine le classement et la répartition dans les chapeaux 1, 2, 3 et 4
- Le Togo, la Côte d'Ivoire, la Zambie, et le Zimbabwe qui comptaient chacun 3 points ont été reparties dans les chapeaux 3 et 4 en fonction de leur présence ou absence à la Coupe du monde 2006 (Chapeau 3 pour les mondialistes)

Les quatre chapeaux lors du tirage au sort :
- Chapeau 1 : Égypte (pays organisateur - Gr A.), Cameroun, Nigéria, Tunisie (Gr. C)
- Chapeau 2 : Afrique du Sud, Maroc, RD Congo, Sénégal
- Chapeau 3 : Ghana, Guinée, Côte d'Ivoire, Togo.
- Chapeau 4 : Zambie, Zimbabwe, Angola, Libye

Les quatre groupes à la suite du tirage au sort :
| Groupe A Égypte Maroc Côte d'Ivoire Libye | Groupe B Cameroun RD Congo Togo Angola | Groupe C : Tunisie Afrique du Sud Guinée Zambie | Groupe D : Nigeria Sénégal Ghana Zimbabwe |

### Premier tour

#### Groupe A
1re journée
| 20 janvier 2006 | Égypte                                    | 3 – 0 | Libye | Stade international du Caire, Le Caire |                          |
| 19h00           | Mido 18e · Aboutreika 22e · A. Hassan 78e |       |       | Arbitrage : Lassina Paré               | Arbitrage : Lassina Paré |

| 21 janvier 2006 | Maroc | 0 – 1 | Côte d'Ivoire | Stade international du Caire, Le Caire |                          |
| 14h00           |       |       | 39e Drogba    | Arbitrage : Jérôme Damon               | Arbitrage : Jérôme Damon |

2e journée
| 24 janvier 2006 | Libye     | 1 – 2 | Côte d'Ivoire               | Stade international du Caire, Le Caire |                            |
| 17h15           | Kames 42e |       | 10e Drogba · 74e Yaya Touré | Arbitrage : Shamsul Maidin             | Arbitrage : Shamsul Maidin |

| 24 janvier 2006 | Égypte | 0 – 0 | Maroc | Stade international du Caire, Le Caire |                          |
| 20h00           |        |       |       | Arbitrage : Coffi Codjia               | Arbitrage : Coffi Codjia |

3e journée
| 28 janvier 2006 | Égypte                         | 3 – 1 | Côte d'Ivoire | Stade international du Caire, Le Caire |                          |
| 19h00           | Motaeb 8e 69e · Aboutreika 61e |       | 43e A. Koné   | Arbitrage : Eddy Maillet               | Arbitrage : Eddy Maillet |

| 28 janvier 2006 | Libye | 0 – 0 | Maroc | Stade de l'Académie militaire du Caire, Le Caire |                          |
| 19h00           |       |       |       | Arbitrage : Mourad Daami                         | Arbitrage : Mourad Daami |

| Place |               | Pts | J | G | N | P | Buts + | Buts - | Diff. |
| 1e    | Égypte        | 7   | 3 | 2 | 1 | 0 | 6      | 1      | +5    |
| 2e    | Côte d'Ivoire | 6   | 3 | 2 | 0 | 1 | 4      | 4      | 0     |
| 3e    | Maroc         | 2   | 3 | 0 | 2 | 1 | 0      | 1      | -1    |
| 4e    | Libye         | 1   | 3 | 0 | 1 | 2 | 1      | 5      | -4    |

#### Groupe B
1re journée
| 21 janvier 2006 | Cameroun          | 3 – 1 | Angola            | Stade de l'Académie militaire du Caire, Le Caire |                             |
| 17h15           | Eto'o 20e 39e 78e |       | 31e (pen.) Flávio | Arbitrage : Mohamed Guezzaz                      | Arbitrage : Mohamed Guezzaz |

| 21 janvier 2006 | Togo | 0 – 2 | RD Congo               | Stade de l'Académie militaire du Caire, Le Caire |                          |
| 20h00           |      |       | 45e Mputu · 64e LuaLua | Arbitrage : Mourad Daami                         | Arbitrage : Mourad Daami |

2e journée
| 25 janvier 2006 | Angola | 0 – 0 | RD Congo  | Stade de l'Académie militaire du Caire, Le Caire |                           |
| 17h15           |        |       | 19e Mputu | Arbitrage : Badara Diatta                        | Arbitrage : Badara Diatta |

| 25 janvier 2006 | Cameroun                  | 2 – 0 | Togo | Stade de l'Académie militaire du Caire, Le Caire |                        |
| 20h00           | Eto'o 68e · Meyong Ze 85e |       |      | Arbitrage : Modou Sowe                           | Arbitrage : Modou Sowe |

3e journée
| 29 janvier 2006 | Angola                      | 3 – 2 | Togo                                            | Stade de l'Académie militaire du Caire, Le Caire |                                  |
| 19h00           | Flávio 9e 38e · Maurito 86e |       | 24e Kader · 29e Guyazou (en) · 67e Cherif Touré | Arbitrage : Abderrahim El Arjoun                 | Arbitrage : Abderrahim El Arjoun |

| 29 janvier 2006 | Cameroun               | 2 – 0 | RD Congo | Stade international du Caire, Le Caire |                             |
| 19h00           | Geremi 31e · Eto'o 33e |       |          | Arbitrage : Koman Coulibaly            | Arbitrage : Koman Coulibaly |

| Place |          | Pts | J | G | N | P | Buts + | Buts - | Diff. |
| 1er   | Cameroun | 9   | 3 | 3 | 0 | 0 | 7      | 1      | +6    |
| 2e    | RD Congo | 4   | 3 | 1 | 1 | 1 | 2      | 2      | 0     |
| 3e    | Angola   | 4   | 3 | 1 | 1 | 1 | 4      | 5      | -1    |
| 4e    | Togo     | 0   | 3 | 0 | 0 | 3 | 2      | 7      | -5    |

#### Groupe C
1re journée
| 22 janvier 2006 | Tunisie                                 | 4 – 1 | Zambie      | Stade Haras El-Hedood, Alexandrie |                          |
| 17h15           | dos Santos 35e 82e 90+3e · Bouazizi 53e |       | 9e Chamanga | Arbitrage : Eddy Maillet          | Arbitrage : Eddy Maillet |

| 22 janvier 2006 | Afrique du Sud | 0 – 2 | Guinée                            | Stade Haras El-Hedood, Alexandrie |                             |
| 20h00           |                |       | 78e S. Bangoura · 88e O. Bangoura | Arbitrage : Mohamed Benouza       | Arbitrage : Mohamed Benouza |

2e journée
| 26 janvier 2006 | Zambie   | 1 – 2 | Guinée                     | Stade Haras El-Hedood, Alexandrie |                             |
| 17h15           | Tana 33e |       | 73e (pen.) 90+1e Feindouno | Arbitrage : Emmanuel Imiere       | Arbitrage : Emmanuel Imiere |

| 26 janvier 2006 | Tunisie                        | 2 – 0 | Afrique du Sud | Stade Haras El-Hedood, Alexandrie |                                  |
| 20h00           | dos Santos 32e · Benachour 58e |       |                | Arbitrage : Raphaël Evehe Divine  | Arbitrage : Raphaël Evehe Divine |

3e journée
| 30 janvier 2006 | Tunisie | 0 – 3 | Guinée                                          | Stade Haras El-Hedood, Alexandrie |                            |
| 19h00           |         |       | 16e O. Bangoura · 70e Feindouno · 90+1e Diawara | Arbitrage : Shamsul Maidin        | Arbitrage : Shamsul Maidin |

| 30 janvier 2006 | Zambie         | 1 – 0 | Afrique du Sud | Alexandria Stadium, Alexandrie |                                |
| 19h00           | C. Katongo 75e |       |                | Arbitrage : Essam Abd El Fatah | Arbitrage : Essam Abd El Fatah |

| Place |                | Pts | J | G | N | P | Buts + | Buts - | Diff. |
| 1er   | Guinée         | 9   | 3 | 3 | 0 | 0 | 7      | 1      | +6    |
| 2e    | Tunisie        | 6   | 3 | 2 | 0 | 1 | 6      | 4      | +2    |
| 3e    | Zambie         | 3   | 3 | 1 | 0 | 2 | 3      | 6      | -3    |
| 4e    | Afrique du Sud | 0   | 3 | 0 | 0 | 3 | 0      | 5      | -5    |

#### Groupe D
1re journée
| 23 janvier 2006 | Nigeria   | 1 – 0 | Ghana | Stade de Port-Saïd, Port-Saïd  |                                |
| 17h15           | Taiwo 85e |       |       | Arbitrage : Essam Abd El Fatah | Arbitrage : Essam Abd El Fatah |

| 23 janvier 2006 | Zimbabwe | 0 – 2 | Sénégal                | Stade de Port-Saïd, Port-Saïd   |                                 |
| 20h00           |          |       | 59e H. Camara · 80e Ba | Arbitrage : Khalid Abdel Rahman | Arbitrage : Khalid Abdel Rahman |

2e journée
| 27 janvier 2006 | Ghana     | 1 – 0 | Sénégal | Stade de Port-Saïd, Port-Saïd    |                                  |
| 17h15           | Amoah 13e |       |         | Arbitrage : Abderrahim El Arjoun | Arbitrage : Abderrahim El Arjoun |

| 27 janvier 2006 | Nigeria               | 2 – 0 | Zimbabwe | Stade de Port-Saïd, Port-Saïd |                             |
| 20h00           | Obodo 57e · Mikel 60e |       |          | Arbitrage : Koman Coulibaly   | Arbitrage : Koman Coulibaly |

3e journée
| 31 janvier 2006 | Nigeria         | 2 – 1 | Sénégal       | Stade de Port-Saïd, Port-Saïd |                          |
| 19h00           | Martins 79e 88e |       | 58e S. Camara | Arbitrage : Jérôme Damon      | Arbitrage : Jérôme Damon |

| 31 janvier 2006 | Ghana       | 1 – 2 | Zimbabwe                      | Stade d'Ismaïlia, Ismailia |                          |
| 19h00           | Adamu 90+2e |       | 60e (csc) Ahmed · 68e Benjani | Arbitrage : René Louzaya   | Arbitrage : René Louzaya |

| Place |          | Pts | J | G | N | P | Buts + | Buts - | Diff. |
| 1er   | Nigeria  | 9   | 3 | 3 | 0 | 0 | 5      | 1      | +4    |
| 2e    | Sénégal  | 3   | 3 | 1 | 0 | 2 | 3      | 3      | 0     |
| 3e    | Ghana    | 3   | 3 | 1 | 0 | 2 | 2      | 3      | -1    |
| 4e    | Zimbabwe | 3   | 3 | 1 | 0 | 2 | 2      | 5      | -3    |

### Tableau final
|  | Quarts de finale                | Quarts de finale              | Quarts de finale                | Quarts de finale              |               |               | Demi-finales                  | Demi-finales                  | Demi-finales                  | Demi-finales                  |                               |                               | Finale                         | Finale                         | Finale                         | Finale                         |
|  |                                 |                               |                                 |                               |               |               |                               |                               |                               |                               |                               |                               |                                |                                |                                |                                |
|  | 3 février 2006, 19h, Le Caire   | 3 février 2006, 19h, Le Caire | 3 février 2006, 19h, Le Caire   | 3 février 2006, 19h, Le Caire |               |               | 7 février 2006, 19h, Le Caire | 7 février 2006, 19h, Le Caire | 7 février 2006, 19h, Le Caire | 7 février 2006, 19h, Le Caire |                               |                               | 10 février 2006, 20h, Le Caire | 10 février 2006, 20h, Le Caire | 10 février 2006, 20h, Le Caire | 10 février 2006, 20h, Le Caire |
|  | 3 février 2006, 19h, Le Caire   | 3 février 2006, 19h, Le Caire | 3 février 2006, 19h, Le Caire   | 3 février 2006, 19h, Le Caire |               |               | 7 février 2006, 19h, Le Caire | 7 février 2006, 19h, Le Caire | 7 février 2006, 19h, Le Caire | 7 février 2006, 19h, Le Caire |                               |                               | 10 février 2006, 20h, Le Caire | 10 février 2006, 20h, Le Caire | 10 février 2006, 20h, Le Caire | 10 février 2006, 20h, Le Caire |
|  | 1re A                           | Égypte                        | 4                               | 4                             |               |               | 7 février 2006, 19h, Le Caire | 7 février 2006, 19h, Le Caire | 7 février 2006, 19h, Le Caire | 7 février 2006, 19h, Le Caire |                               |                               | 10 février 2006, 20h, Le Caire | 10 février 2006, 20h, Le Caire | 10 février 2006, 20h, Le Caire | 10 février 2006, 20h, Le Caire |
|  | 1re A                           | Égypte                        | 4                               | 4                             |               |               | 7 février 2006, 19h, Le Caire | 7 février 2006, 19h, Le Caire | 7 février 2006, 19h, Le Caire | 7 février 2006, 19h, Le Caire |                               |                               | 10 février 2006, 20h, Le Caire | 10 février 2006, 20h, Le Caire | 10 février 2006, 20h, Le Caire | 10 février 2006, 20h, Le Caire |
|  | 2e B                            | RD Congo                      | 1                               | 1                             |               |               | 7 février 2006, 19h, Le Caire | 7 février 2006, 19h, Le Caire | 7 février 2006, 19h, Le Caire | 7 février 2006, 19h, Le Caire |                               |                               | 10 février 2006, 20h, Le Caire | 10 février 2006, 20h, Le Caire | 10 février 2006, 20h, Le Caire | 10 février 2006, 20h, Le Caire |
|  | 2e B                            | RD Congo                      | 1                               | 1                             | Égypte        | Égypte        | 2                             | 2                             |                               |                               |                               |                               | 10 février 2006, 20h, Le Caire | 10 février 2006, 20h, Le Caire | 10 février 2006, 20h, Le Caire | 10 février 2006, 20h, Le Caire |
|  | 3 février 2006, 15h, Alexandrie |                               |                                 |                               | Égypte        | Égypte        | 2                             | 2                             |                               |                               |                               |                               | 10 février 2006, 20h, Le Caire | 10 février 2006, 20h, Le Caire | 10 février 2006, 20h, Le Caire | 10 février 2006, 20h, Le Caire |
|  |                                 |                               | Sénégal                         | Sénégal                       | 1             | 1             |                               |                               |                               |                               |                               |                               | 10 février 2006, 20h, Le Caire | 10 février 2006, 20h, Le Caire | 10 février 2006, 20h, Le Caire | 10 février 2006, 20h, Le Caire |
|  | 1er C                           | Guinée                        | Sénégal                         | Sénégal                       | 1             | 1             | 2                             | 2                             |                               |                               |                               |                               | 10 février 2006, 20h, Le Caire | 10 février 2006, 20h, Le Caire | 10 février 2006, 20h, Le Caire | 10 février 2006, 20h, Le Caire |
|  | 1er C                           | Guinée                        | 7 février 2006, 15h, Alexandrie |                               |               |               | 2                             | 2                             |                               |                               |                               |                               | 10 février 2006, 20h, Le Caire | 10 février 2006, 20h, Le Caire | 10 février 2006, 20h, Le Caire | 10 février 2006, 20h, Le Caire |
|  | 2e D                            | Sénégal                       | 3                               | 3                             |               |               |                               |                               |                               |                               |                               |                               | 10 février 2006, 20h, Le Caire | 10 février 2006, 20h, Le Caire | 10 février 2006, 20h, Le Caire | 10 février 2006, 20h, Le Caire |
|  | 2e D                            | Sénégal                       | 3                               | 3                             | Égypte        | Égypte        | 0ap (4)                       | 0ap (4)                       |                               |                               |                               |                               |                                |                                |                                |                                |
|  | 4 février 2006, 19h, Le Caire   |                               |                                 |                               | Égypte        | Égypte        | 0ap (4)                       | 0ap (4)                       |                               |                               |                               |                               |                                |                                |                                |                                |
|  |                                 |                               | Côte d'Ivoire                   | Côte d'Ivoire                 | 0 tab(2)      | 0 tab(2)      |                               |                               |                               |                               |                               |                               |                                |                                |                                |                                |
|  | 1er B                           | Cameroun                      | Côte d'Ivoire                   | Côte d'Ivoire                 | 0 tab(2)      | 0 tab(2)      | 1ap (11)                      | 1ap (11)                      |                               |                               |                               |                               |                                |                                |                                |                                |
|  | 1er B                           | Cameroun                      |                                 |                               |               |               |                               |                               |                               |                               |                               |                               |                                |                                |                                |                                |
|  | 2e A                            | Côte d'Ivoire                 | 1 tab(12)                       | 1 tab(12)                     |               |               |                               |                               |                               |                               |                               |                               |                                |                                |                                |                                |
|  | 2e A                            | Côte d'Ivoire                 | 1 tab(12)                       | 1 tab(12)                     | Côte d'Ivoire | Côte d'Ivoire | 1                             | 1                             | Match pour la troisième place | Match pour la troisième place | Match pour la troisième place | Match pour la troisième place |                                |                                |                                |                                |
|  | 4 février 2006, 15h, Port Saïd  |                               |                                 |                               | Côte d'Ivoire | Côte d'Ivoire | 1                             | 1                             | Match pour la troisième place | Match pour la troisième place | Match pour la troisième place | Match pour la troisième place |                                |                                |                                |                                |
|  |                                 |                               | Nigeria                         | Nigeria                       | 0             | 0             |                               |                               | 9 février 2006, 17h, Le Caire | 9 février 2006, 17h, Le Caire | 9 février 2006, 17h, Le Caire | 9 février 2006, 17h, Le Caire |                                |                                |                                |                                |
|  | 1er D                           | Nigeria                       | Nigeria                         | Nigeria                       | 0             | 0             | 1ap (6)                       | 1ap (6)                       | 9 février 2006, 17h, Le Caire | 9 février 2006, 17h, Le Caire | 9 février 2006, 17h, Le Caire | 9 février 2006, 17h, Le Caire |                                |                                |                                |                                |
|  | 1er D                           | Nigeria                       |                                 |                               |               |               |                               | 1ap (6)                       |                               |                               | Nigeria                       | Nigeria                       | 1                              | 1                              |                                |                                |
|  | 2e C                            | Tunisie                       | 1 tab(5)                        | 1 tab(5)                      |               |               |                               |                               |                               |                               | Nigeria                       | Nigeria                       | 1                              | 1                              |                                |                                |
|  | 2e C                            | Tunisie                       | 1 tab(5)                        | 1 tab(5)                      | Sénégal       | Sénégal       | 0                             | 0                             |                               |                               |                               |                               |                                |                                |                                |                                |
|  |                                 |                               |                                 |                               |               |               |                               |                               |                               |                               |                               |                               |                                |                                |                                |                                |

#### Quarts de finale
| 3 février 2006 | Guinée                        | 2 – 3 | Sénégal                                | Stade Haras El-Hedood, Alexandrie             |                                               |
| 15h00          | Diawara 24e · Feindouno 90+5e |       | 61e Diop · 83e Niang · 90+3e H. Camara | Spectateurs : 17 000 Arbitrage : Coffi Codjia | Spectateurs : 17 000 Arbitrage : Coffi Codjia |

| 3 février 2006 | Égypte                                                | 4 – 1 | RD Congo             | Stade international du Caire, Le Caire      |                                             |
| 19h00          | A. Hassan 33e 89e (pen.) · H. Hassan 39e · Moteab 57e |       | 45+2e (csc) El-Saqua | Spectateurs : 74 000 Arbitrage : Modou Sowe | Spectateurs : 74 000 Arbitrage : Modou Sowe |

| 4 février 2006 | Nigeria                                                              | 1 – 1 a. p.       | Tunisie                                                                                    | Stade de Port-Saïd, Port Saïd                 |                                               |
| 15h00          | Obinna 6e                                                            |                   | 49e Haggui                                                                                 | Spectateurs : 10 000 Arbitrage : Eddy Maillet | Spectateurs : 10 000 Arbitrage : Eddy Maillet |
| 15h00          | Yobo · Taiwo · Ayila · Obinna · Martins · Obi Mikel · Enyeama · Kanu | Tirs au but 6 – 5 | Namouchi · Guemamdia · Chedli · Benachour · Clayton · Boumnijel · Hadj Massaoud · Bouazizi | Spectateurs : 10 000 Arbitrage : Eddy Maillet | Spectateurs : 10 000 Arbitrage : Eddy Maillet |

| 4 février 2006 | Cameroun                                                                                               | 1 – 1 a. p.         | Côte d'Ivoire                                                                                           | Stade de l'Académie militaire du Caire, Le Caire |                                                 |
| 19h00          | Meyong Ze 95e                                                                                          |                     | 92e B. Koné                                                                                             | Spectateurs : 4 000 Arbitrage : Mohamed Guezzaz  | Spectateurs : 4 000 Arbitrage : Mohamed Guezzaz |
| 19h00          | Eto'o · Geremi · Atouba · Kome · Meyong Ze · Makoun · Song · Saidou · Douala · Bikey · Hamidou · Eto'o | Tirs au but 11 – 12 | Drogba · K. Touré · B. Koné · Faé · A. Koné · Kouassi · Romaric · Boka · Zokora · Zoro · Tizié · Drogba | Spectateurs : 4 000 Arbitrage : Mohamed Guezzaz  | Spectateurs : 4 000 Arbitrage : Mohamed Guezzaz |

#### Demi-finales
| 7 février 2006 | Égypte                          | 2 – 1 | Sénégal   | Stade international du Caire, Le Caire                |                                                       |
| 19h00          | A. Hassan 37e (pen.) · Zaki 81e |       | 52e Niang | Spectateurs : 76 000 Arbitrage : Raphaël Evehe Divine | Spectateurs : 76 000 Arbitrage : Raphaël Evehe Divine |

| 7 février 2006 | Nigeria | 0 – 1 | Côte d'Ivoire | Stade Haras El-Hedood, Alexandrie             |                                               |
| 15h00          |         |       | 47e Drogba    | Spectateurs : 21 000 Arbitrage : Jérôme Damon | Spectateurs : 21 000 Arbitrage : Jérôme Damon |

#### Match pour la3eplace
| 9 février 2006 | Sénégal | 0 – 1 | Nigeria   | Stade de l'Académie militaire du Caire, Le Caire |                                                  |
| 18h00          |         |       | 79e Lawal | Spectateurs : 11 354 Arbitrage : Koman Coulibaly | Spectateurs : 11 354 Arbitrage : Koman Coulibaly |

#### Finale
| 10 février 2006 | Égypte                                                      | 0 – 0 a. p.       | Côte d'Ivoire                       | Stade international du Caire, Le Caire        |                                               |
| 18h00           |                                                             |                   |                                     | Spectateurs : 80 000 Arbitrage : Mourad Daami | Spectateurs : 80 000 Arbitrage : Mourad Daami |
| 18h00           | A. Hassan · Abdelwahab · Abdel-Halim Ali · Zaki · Aboutrika | Tirs au but 4 – 2 | Drogba · K. Touré · B. Koné · Eboué | Spectateurs : 80 000 Arbitrage : Mourad Daami | Spectateurs : 80 000 Arbitrage : Mourad Daami |

### Classement général
1. Égypte
2. Côte d'Ivoire
3. Nigeria
4. Sénégal
5. Cameroun
6. Guinée
7. Tunisie
8. RD Congo
9. Angola
10. Ghana
11. Zambie
12. Zimbabwe
13. Maroc
14. Libye
15. Togo
16. Afrique du Sud

### Statistiques générales
- Nombre total de buts : 73 buts, soit une moyenne de 2,28 buts par match.
- Répartition des buts : 54 buts ont été marqués lors du premier tour, 14 lors des quarts de finale, 4 au cours des demi-finales et 1 seul but lors des deux dernières rencontres.
- Meilleures attaques :

1. Égypte :12 buts
2. Guinée : 9 buts
3. Cameroun : 8 buts

- Meilleures défenses :

1. Cameroun : 2 buts
2. Égypte : 3 buts
3. Nigeria : 3 buts

- Meilleures différences de buts :

1. Égypte : +9
2. Cameroun : +6
3. Guinée : +5

- Plus grand nombre de buts dans un match : 5 (lors de Tunisie - Zambie       (4-1), Angola  - Togo         (3-2), Égypte  – RD Congo (4-1), Sénégal - Guinée       (3-2))
- Sanctions : Les arbitres ont distribué 91 cartons jaunes et 7 cartons rouges au cours de cette CAN.

### Effectifs
Pour la première fois, la CAF a autorisé la sélection de 23 joueurs par effectif, au lieu de 22 habituellement.

### Stades
Liste des stades accueillant la compétition et leurs capacités

Croconile, la mascotte de cette édition.

| [[Fichier:Egypt_location_map.svg\|420px\|{{#if:\|{{{alt}}}\|Coupe d'Afrique des nations de football 2006 est dans la page Égypte.]]Le Caire Alexandrie Port Saïd Ismailia | [[Fichier:Egypt_location_map.svg\|420px\|{{#if:\|{{{alt}}}\|Coupe d'Afrique des nations de football 2006 est dans la page Égypte.]]Le Caire Alexandrie Port Saïd Ismailia | Le Caire                     | Le Caire                      |
| --- | --- | ---------------------------- | ----------------------------- |
| [[Fichier:Egypt_location_map.svg\|420px\|{{#if:\|{{{alt}}}\|Coupe d'Afrique des nations de football 2006 est dans la page Égypte.]]Le Caire Alexandrie Port Saïd Ismailia | [[Fichier:Egypt_location_map.svg\|420px\|{{#if:\|{{{alt}}}\|Coupe d'Afrique des nations de football 2006 est dans la page Égypte.]]Le Caire Alexandrie Port Saïd Ismailia | Stade international du Caire | Stade de l'Académie militaire |
| [[Fichier:Egypt_location_map.svg\|420px\|{{#if:\|{{{alt}}}\|Coupe d'Afrique des nations de football 2006 est dans la page Égypte.]]Le Caire Alexandrie Port Saïd Ismailia | [[Fichier:Egypt_location_map.svg\|420px\|{{#if:\|{{{alt}}}\|Coupe d'Afrique des nations de football 2006 est dans la page Égypte.]]Le Caire Alexandrie Port Saïd Ismailia | Capacité: 74,100             | Capacité: 25,500              |
| [[Fichier:Egypt_location_map.svg\|420px\|{{#if:\|{{{alt}}}\|Coupe d'Afrique des nations de football 2006 est dans la page Égypte.]]Le Caire Alexandrie Port Saïd Ismailia | [[Fichier:Egypt_location_map.svg\|420px\|{{#if:\|{{{alt}}}\|Coupe d'Afrique des nations de football 2006 est dans la page Égypte.]]Le Caire Alexandrie Port Saïd Ismailia |                              |                               |
| Alexandrie | Alexandrie | Port Saïd                    | Ismailia                      |
| Haras El Hodoud Stadium | Alexandria Stadium | Stade de Port-Saïd           | Stade d'Ismaïlia              |
| Capacité: 21,650 | Capacité: 19,676 | Capacité: 24,060             | Capacité: 16,606              |
| | |                              |                               |

### Surnom des équipes
Surnom des équipes qui participent à la CAN 2006 :
- Afrique du Sud : les Bafana Bafana.
- Angola : les Palancas Negras.
- Cameroun : les Lions Indomptables.
- Côte d'Ivoire : les Éléphants.
- Égypte : les Pharaons.
- Ghana : les Blacks Stars.
- Guinée : le Sily National.
- Libye : les Verts.
- Maroc : les Lions de l'Atlas.
- Nigeria : les Super Eagles (anciennement: les Green Eagles).
- RD Congo : les Simbas (anciennement: les Léopards).
- Senegal : les Lions de la Teranga.
- Togo : les Éperviers.
- Tunisie : les Aigles de Carthage.
- Zambie : les Chipolopolo (anciennement : le KK Eleven)
- Zimbabwe : les Warriors.

### Équipe type de la compétition
| Gardien         | Défenseurs                                         | Milieux                                                         | Attaquants                 |
| --------------- | -------------------------------------------------- | --------------------------------------------------------------- | -------------------------- |
| Essam El-Hadary | Rigobert Song Wael Gomaa Emmanuel Eboué Taye Taiwo | Stephen Appiah Mohamed Aboutreika Ahmed Hassan Pascal Feindouno | Didier Drogba Samuel Eto'o |

### Meilleurs buteurs
- Samuel Eto'o  Cameroun (5 buts) - en 4 matchs
- Pascal Feindouno  Guinée (4 buts) - en 4 matchs
- Francileudo Santos  Tunisie (4 buts) - en 4 matchs
- Ahmed Hassan  Égypte (4 buts) - en 6 matchs
- Flávio Amado  Angola (3 buts) - en 3 matchs
- Emad Moteab  Égypte (3 buts) - en 6 matchs
- Didier Drogba  Côte d'Ivoire (3 buts) - en 6 matchs

### À chaque match son anecdote

#### 1rejournée
- Égypte - Libye : En étant sur la liste des 23 Égyptiens, Hossam Hassan égale le record du nombre de participations d'un joueur à une CAN, record détenu par le gardien ivoirien Alain Gouaméné, et qui est de 7 participations. Hossam Hassan avait participé aux éditions 1986, 1988, 1992, 1998, 2000, et 2002 de la CAN, et a joué un total de 18 matchs jusque-là. Côté libyen, Luis Alejandro Ruben, exclu en cours de match, est le troisième joueur sud-américain naturalisé par une nation africaine à jouer une CAN.
- Maroc - Côte d'Ivoire : Première CAN pour Mhamed Fakhir, désigné à la tête de la sélection marocaine après le "désistement surprise" au dernier moment de Philippe Troussier.
- Cameroun - Angola : En signant un triplé Samuel Eto'o entre progressivement dans la légende de la CAN. Tout d'abord en rejoignant le peloton des 12 joueurs ayant marqué au moins 3 buts en une rencontre de CAN, mais surtout parce qu'il venait de signer son 9e but toutes CAN confondues, rejoignant ainsi le top 10 des buteurs des CAN, ex aequo avec l'ivoirien Abdoulaye Traoré, et dépassant son compatriote Roger Milla (7 buts).
- Togo - RD Congo : Jamais deux sans trois ! C'était la troisième fois que les deux équipes s'affrontaient en phase finale d'une CAN, et pour la troisième fois le RD Congo conserve son invincibilité face aux éperviers.
- Tunisie - Zambie : Quatre ans et un jour plus tôt, les deux sélections s'étaient déjà rencontrées en ouverture de leur groupe de Coupe d'Afrique des Nations. C'était au Stade omnisports Modibo Keïta de Bamako pour le compte de la CAN 2002, et le match s'était terminé sur le score de 0-0. Par ailleurs, comme Samuel Eto'o la veille, le Tunisien Francileudo Santos réalise lui aussi un triplé.
- Afrique du Sud - Guinée : Ce match était une première pour les deux équipes dans la mesure où elles ne s'étaient jamais rencontrées avant. Pour l'Afrique du Sud, il s'agit de son 34e adversaire africain depuis sa réaffiliation à la CAF et la FIFA en 1992. En effet, les Sud-Africains avaient été exclus des deux organisations en 1958, après que ces derniers avaient refusé de présenter une équipe multi-ethnique à la CAN 1957, dont ils avaient été disqualifiés.
- Nigéria - Ghana : Il s'agissait du 58e derby entre les deux rivaux. En s'imposant 1-0, les « Super Eagles » du Nigéria préservent une invincibilité datant de 14 ans face aux « Black Stars » du Ghana. La dernière victoire ghanéenne remonte donc à la demi-finale de la CAN 1992. Toutefois, le Nigéria reste loin au niveau des statistiques, avec seulement 16 victoires pour 23 défaites et 19 matchs nuls.
- Zimbabwe - Sénégal : Le Zimbabwéen Gilbert Mushangazhike, présent sur le banc de son équipe, est sans doute le joueur qui a fait le chemin le plus long pour arriver jusqu'en Égypte, car ce dernier joue en D2… de Chine ! Les Zimbabwéens avaient déjà un goût d'originalité à la dernière CAN, avec un joueur qui évoluait dans le championnat de Chypre.

#### 2ejournée
- Libye - Côte d'Ivoire : Si les 23 "Éléphants" de Côte d'Ivoire évoluent tous en dehors de leur championnat, les Libyens sont au contraire les plus conservateurs dans le domaine. Avec seulement 5 joueurs hors de leur championnat (1 en Algérie, 1 en Italie, 1 au Qatar, 1 en Turquie et 1 en Uruguay), ils constituent le groupe qui compte le plus de joueurs locaux.
- Égypte - Maroc : Avec un compteur qui affiche 14 victoires pour seulement 2 défaites (et désormais 11 matchs nuls), et plus de 20 ans d'invincibilité, le Maroc reste incontestablement la bête noire des Égyptiens. En effet, la dernière victoire égyptienne sur les Marocains remonte à la CAN 1986 (organisée en Égypte) sur un exploit d'Abou Zeid en fin de match lors de la demi-finale. Un signe indien qui affecte aussi les « Pharaons » contre les deux autres équipes du Maghreb : l'Algérie (9 victoires algériennes pour 6 défaites) et la Tunisie (12 victoires tunisiennes pour 11 défaites).
- Angola - RD Congo : L'Angola n'arrive toujours pas à s'imposer. Alors qu'il a joué son 8e match en 3 CAN, l'Angola n'a toujours pas gagné un seul match de Coupe d'Afrique des Nations, et affiche un bilan de 4 défaites pour 4 matchs nuls. Inquiétant dans la mesure où si en 1996 et 1998, l'Angola arrivait avec l'étiquette de débutant, cette fois il joue avec celle de futur mondialiste. Dernière chance pour le dernier match du groupe, contre un autre mondialiste : le Togo.
- Cameroun - Togo : Si l'effectif du Cameroun est l'un des seuls qui ne compte aucun joueur issu du championnat local (de même que la Côte d'Ivoire, comme indiqué ci-dessus), celui du Togo jouit d'une autre particularité, la représentativité. En effet, les 23 Togolais évoluent dans 14 championnats sur 3 continents différents (Allemagne, Angleterre, Autriche, Belgique, Espagne, France, Italie, Suisse ; Gabon, Mali, Togo, Tunisie ; Émirats arabes unis et Qatar)
- Zambie - Guinée : La Zambie n'arrive toujours pas à se relever. Annoncée comme future grande puissance du football africain à l'aube des années 90, la quasi-totalité de l'équipe trouva la mort dans un terrible accident d'avion en 1993, alors qu'elle était en bonne position pour se qualifier à la Coupe du monde de football 1994. Malgré cela, l'équipe a su se relever en atteignant la finale de la 1994, et la 3e place en 1996. Mais depuis 1998, l'équipe n'arrive même plus atteindre les quarts de finale. Fait renouvelé à l'issue de ce match.
- Tunisie - Afrique du Sud : Descente aux enfers pour l'Afrique du Sud ! Vainqueur en 1996, finaliste en 1998, demi-finaliste en 2000, quart de finaliste en 2002, l'équipe termine 3e de son groupe en 2004 (et donc éliminée au premier tour), et pourrait bien terminer dernière à cette CAN si elle venait à perdre son dernier match contre la Zambie.
- Nigeria - Zimbabwe : Il s'agissait de la troisième confrontation entre les deux équipes en moins d'un an et demi. En effet, le Nigéria et le Zimbabwe s'étaient déjà rencontrés à l'occasion des qualifications pour cette même CAN (qui comptait également comme qualification pour la Coupe du monde de football 2006). Résultats, deux victoires pour les Nigérians : 3-0 à Harare et 5-1 à Lagos.
- Ghana - Sénégal : La victoire ghanéenne du jour remet tout en cause dans le classement du groupe, car malgré leurs deux victoires, les voisins nigérians ne sont toujours pas sûrs de leur qualification. Décidément, les Ghanéens ne sont pas près de lâcher leurs frères-ennemis.

#### 3ejournée
- Égypte - Côte d'Ivoire : L'Égypte prend sa revanche ! Tout comme le Nigéria et le Zimbabwe la veille, les deux qualifiés du jour se sont rencontrés en matchs de qualifications. Les coéquipiers de Didier Drogba avaient pris le dessus par deux fois sur ceux de Mido, dont une victoire à Alexandrie qui avait été considérée comme des plus humiliantes par les Égyptiens car elle venait briser une invincibilité à domicile en matchs officiels vieille de plus de 19 ans !
- Libye - Maroc : Une première pour le Maroc, et pas des plus réjouissantes pour les fans des Lions de l'Atlas. Pour la première fois de son histoire, le Maroc termine avec 0 but marqué lors d'une phase finale de CAN. En 11 Coupes d'Afrique disputées. Cela n'était jamais arrivé.
- Angola - Togo : Les deux mondialistes ont fini par tomber ensemble. Même si le Togo était éliminé depuis la seconde journée, l'Angola avait une chance de passer à condition de battre les Togolais, que le Cameroun batte la RD Congo, et que la somme des différences de buts des deux matchs soit supérieure à 4. Les Angolais, vainqueurs par un but d'écart, ont attendu de longues minutes un troisième but camerounais en fin de match, mais rien à faire, la chance n'était pas de leur côté.
- Cameroun - RD Congo : Jamais un match n'aura fait parler les conspirationnistes du football autant que celui-ci depuis le mémorable Algérie-Nigéria de la CAN 1984. Ce match-là, comptant pour la dernière journée de phases de poule, avait été soupçonné d'arrangement. L'Algérie était déjà qualifiée, et la seconde place se jouait entre le Nigéria et le Malawi, révélation de cette Coupe d'Afrique. Il suffisait au Nigéria d'un match nul contre l'Algérie pour se qualifier, chose qui arriva, éliminant donc le Malawi. Jusque-là, rien d'anormal. Mais le comportement des deux équipes durant le match avait suscité bien des soupçons : très peu d'engagement, passes à l'adversaire dès que l'une des équipes arrivait aux buts adverses, et encore beaucoup d'indices qui poussèrent la CAF à infliger aux deux équipes d'une amende de quelques milliers de dollars pour comportement anti-sportif. 
 Aujourd'hui, le scénario était quelque peu différent. Si les deux matchs ont commencé à la même heure, les secondes mi-temps en revanche ont commencé avec 8 minutes de décalage. Le Cameroun menant 2-0 à la mi-temps avait continué à attaquer et à dominer son adversaire jusqu'à la 85e minute, soit donc quand l'autre match était terminé. Les Angolais, qui attendaient avec espoir un troisième but camerounais, sont restés sur leur faim et ont assisté à une interminable séance de pousse-ballon, indiquant que les deux équipes attendaient le coup de sifflet final sur un score qui qualifiait la RD Congo, et leur entraîneur Claude Le Roy qui n'est autre que… l'ancien sélectionneur des Lions indomptables !
- Tunisie - Guinée : Rarement la Tunisie a pris autant de buts contre un adversaire africain. Sur les dix dernières années, seul le Maroc, le Nigeria et le Cameroun ont réussi l'exploit de mettre plus de trois buts contre une des meilleures défenses du continent.
- Zambie - Afrique du Sud : Benedict McCarthy n'aura pas réussi à faire augmenter son compteur de buts en CAN lors de cette édition 2006. Alors qu'il comptait déjà 7 buts (tous marqués lors de l'édition 1998), il pouvait s'approcher du top 10 des meilleurs buteurs de l'histoire de la CAN. Un classement où un certain Samuel Eto'o se classe déjà quatrième avec 11 buts, alors que cette édition n'est même pas terminée.
- Nigeria - Sénégal : Grâce au doublé d'Obafemi Martins aux 78e et 88e minutes, les Nigérians deviennent des spécialistes des victoires en fin de match. Lors des éliminatoires, la moitié de leurs buts ont été marqués lors du dernier quart d'heure, ce qui leur a permis d'arracher 13 points sur les 21 qu'ils ont gagnés : deux victoires face à l'Algérie, une victoire et un nul face au Rwanda, une victoire face au Gabon, et une face au Zimbabwe.
- Ghana - Zimbabwe : En deux Coupe d'Afrique des Nations, le Zimbabwe aura réussi à sauver l'honneur par deux fois au dernier match. Malgré deux défaites lors des deux premières journées, ils ont à chaque fois gagné le dernier match. En 2004, c'était contre l'Algérie, qu'ils ont failli éliminer, et cette fois contre le Ghana, qu'ils ont bel et bien éliminé. Dans les deux cas, le suspense concernant les qualifications aux quarts de finale a duré jusqu'au bout.

#### Quarts de finale
- Égypte - RD Congo : En se qualifiant haut la main face aux ex-Zaïrois, l'Égypte vient de régler un vieux contentieux qui date de 32 ans avec ces derniers. En 1974, l'Égypte qui organisait la deuxième CAN de son histoire, comptait bien en faire l'occasion de se faire sacrer championne d'Afrique pour la troisième fois et dépasser le Ghana au classement des CAN gagnées (ils en avaient gagné deux chacun à l'époque). Mais en demi-finale, l'équipe emmenée par Hassan Shehata, l'actuel sélectionneur des Égyptiens, fut surprise par le Zaïre 3 buts à 2, alors qu'elle menait 2-0 en début de seconde mi-temps. C'est d'ailleurs le Zaïre qui finit par gagner lui aussi sa deuxième Coupe d'Afrique. Depuis, la RD Congo n'a plus jamais battu l'Égypte, c'était d'ailleurs sa seule victoire face aux Pharaons, mais aujourd'hui on peut dire que les Égyptiens ont réglé leurs comptes face aux Congolais.
- Guinée - Sénégal : 39e derby entre les deux pays voisins (c'est le record de matchs joués contre un même adversaire pour les deux équipes), et le Sénégal maintient toujours le cap en menant 18 victoires à 13. Curieusement, les matchs entre Guinéens et Sénégalais ont rarement été aussi prolifiques en buts (5 buts) : la dernière fois, c'était en 1972, quand la Guinée avait gagné par 3-2 en qualifications aux Jeux africains. Il y avait également eu un 4-3 pour la Guinée en 1969 (qualifications à la CAN 1970), et un 4-1 pour le Sénégal en 1967 (qualifications à la CAN 1968).
- Cameroun - Côte d'Ivoire : Dans la série "On se voit en qualifs', on se revoit au tournoi" voici le match Cameroun-Côte d'Ivoire. Les deux rencontres entre ces nations dans le cadre des éliminatoires jumelées à la CAN et la Coupe du monde 2006, ont été sans doute les matchs les plus suivis de cette phase. Tout d'abord le match aller à Yaoundé, où les Ivoiriens ont été battus 2-0 après une série de quatre bons résultats, dont une victoire en Tunisie contre les champions d'Afrique, et une autre en Égypte chez l'un des favoris du groupe de qualifications. Mais surtout, le match retour à Abidjan, au cours duquel la qualification à la Coupe du monde devait se jouer, et où les Éléphants ont été surpris en fin de match par un but d'Achille Webo. 
Finalement la Côte d'Ivoire, sans battre le Cameroun, a réussi à se qualifier pour la Coupe du monde. Tout comme après ce quart de finale, où même si les Ivoiriens n'ont pas gagné, ils ont fini par passer en demi-finale à la faveur de la plus longue série de tirs au but de la Coupe d'Afrique.
- Nigéria - Tunisie : Le Nigéria a fini par prendre sa revanche de la dernière CAN. Tunisiens et Nigérians avaient joué en demi-finale de la CAN 2004, et c'était également à la suite des tirs au but que le qualifié a été décidé. La fois passée c'était la Tunisie qui réussissait cet exercice, cette fois c'était le tour des Nigérians.

#### Demi-finales
- Égypte - Sénégal : Le remplacement de Mido à la 79e minute du match aura sans doute été l'action la plus burlesque de cette CAN. Lorsque Hassan Shehata, le sélectionneur égyptien décide de le faire sortir pour Amr Zaki, Mido refuse de sortir et se lance dans une violente discussion avec son entraîneur. Mettant plus d'une minute à rejoindre le banc de touche, il tient tête à Shehata, qui ne manque pas de lui dire ses quatre vérités. Il aura fallu l'intervention de Hossam Hassan pour éviter que les deux hommes n'en arrivent aux mains. Pendant ce temps, le public égyptien a pris en grippe celui qu'il considérait jusque-là comme sa star, et les 77 000 spectateurs présents au stade ont scandé « Dehors, dehors » à Mido. Finalement, le coaching de Shehata aura été payant, et Amr Zaki n'a mis qu'une minute pour marquer le but de la qualification égyptienne. Mido, tentant de sauver son image, va rejoindre ses coéquipiers qui fêtent le but, mais se heurte à l'indifférence totale de ces derniers. Finalement, le grand perdant de cette demi-finale n'aura pas été le Sénégal, mais bel et bien Mido, qui aura été exclu de la sélection et écopé d'une sanction de six mois de la part de sa fédération.
- Côte d'Ivoire - Nigéria : Augustine Okocha n'a pas réussi son pari, celui de terminer sa carrière internationale sur une victoire en CAN, compétition qu'il avait remportée en 1994. Alors qu'il n'avait pas participé aux précédents matchs des Super Eagles à cause d'une blessure, il finit par rentrer en seconde mi-temps au cours de cette demi-finale, mais ne réussit pas à inverser la tendance après le but de Didier Drogba. Finalement, "Jay-Jay" devra se contenter d'une 3e petite finale consécutive en CAN, et pourquoi pas une troisième médaille de bronze.

#### Match pour la3eplace
- Nigéria - Sénégal : les Nigérians auront quitté la CAN sur un record de 102 buts toutes CAN confondues. C'est le deuxième pays à franchir la fatidique barre des 100 buts après l'Égypte (124 buts après cette CAN).

#### Finale
- Égypte - Côte d'Ivoire : L'Égypte reprend la tête du classement du record de victoires en CAN. Si elle avait égalé en 1998 le record précédemment détenu par le Ghana (4 victoires), elle s'était fait rejoindre par le Cameroun en 2002. Aujourd'hui, avec 5 CAN au compteur, l'Égypte reprend à elle seule un trône qu'elle avait perdu en 1982. C'est également la 11e fois (sur 25) que le pays organisateur gagne la Coupe d'Afrique. Autre fait à noter, il s'agissait de la 6e finale de CAN à se terminer aux tirs au but (3e fois sur 4 dans cette décennie).